# Bahamakoningstiran
De bahamakoningstiran (Tyrannus caudifasciatus) is een zangvogel uit de familie Tyrannidae (Tirannen).

## Verspreiding en leefgebied
Deze soort komt voor op de Grote Antillen en telt zes ondersoorten:
- T. c. bahamensis: de Bahama's.
- T. c. caudifasciatus: Cuba en Isla de la Juventud.
- T. c. caymanensis: de Kaaimaneilanden.
- T. c. jamaicensis: Jamaica.
- T. c. taylori: Puerto Rico.
- T. c. gabbii: Hispaniola.

## Status
De grootte van de populatie is niet gekwantificeerd maar de soort wordt omschreven als vrij algemeen. Op de Rode lijst van de IUCN heeft deze soort de status niet bedreigd.